# Adrian Snell
Adrian Snell (Northwood, 1954) is een christelijke Engelse muzikant (piano, gitaar) en componist.

## Biografie
Adrian Snells eerste opname, Fireflake, dateert uit 1975. De tweede helft van de LP bestaat uit een aantal nummers die het Paasverhaal vertellen, deze nummers zouden later als basis dienen voor een veel uitgebreidere uitvoering in The Passion. Op Fireflake speelt Snell hoofdzakelijk piano en akoestische gitaar. In de loop van de jaren namen de muziek en composities van Adrian Snell toe in complexiteit. In zijn muziek zijn verschillende stijlen terug te vinden, zoals klassiek, progressieve rock, rock en pop. In The Passion en The Virgin bewerkte hij respectievelijk het paas- en kerstverhaal. Beide muziekstukken werden herhaaldelijk live uitgevoerd. Tijdens Alpha & Omega begon een samenwerking met Dave Bainbridge en David Fitzgerald, die vanuit deze samenwerking de band Iona oprichtten.
In de daaropvolgende jaren bleef Snells muziek groeien in intentie en complexiteit, met als hoogtepunten Alpha & Omega, Song of an Exile en de tweedelige City of Peace. Alpha & Omega ontstond nadat Snell het voormalige concentratiekamp Bergen-Belsen had bezocht en hij op de achtergrond de schietoefeningen van NAVO-militairen had gehoord. In Song of an Exile verwerkte hij gedichten van joodse kinderen die geschreven zijn tijdens de Tweede Wereldoorlog. City of Peace verscheen in twee afzonderlijke delen en kan gezien worden als een verdere verdieping van de voorgaande thema's rondom het joodse volk en het lijden. Vervolgens werkte hij aan The Cry, een requiem met teksten van gedichten geschreven door kinderen die lijden onder oorlog en verdrukking. In 2006 werd The Cry uitgevoerd in St Paul's Cathedral in Londen in een uitvoering waarin een compleet orkest, band, een aantal koren, een tenor en een sopraan meewerkten.
Geleidelijk aan nam zijn muzikale productiviteit af. Hij ontwikkelde zich als muziektherapeut en schreef cursusmateriaal over muziek. Na een publiciteitsstilte van drie jaar verscheen er in september 2006 nieuw werk onder de titel Every Place Is Under The Stars. Tijdens een concert in 2011 kondigde Adrian Snell aan opnieuw te werken aan een nieuw album. In 2013 is dat album met veel invloeden van folkmuziekinstrumenten uitgebracht onder de naam Fierce Love.
Adrian Snell werkt voor zijn optredens in het buitenland vaak samen met lokale muzikanten. In Nederland, waar hij onder meer optrad op het Kamperland Muziekfestival en de opvolger daarvan, het Flevo Festival, wordt hij vertegenwoordigd door The Music Works. Deze gaf in 2007 de eerste dvd van Adrian Snell uit. Onder de titel De Kruiswoorden is een boek (met een cd met bijbehorende Paasliederen) verschenen waaraan diverse bekende Nederlandse schrijvers meewerkten, zoals voormalig staatssecretaris Huizinga.

## Discografie
- Fireflake - (1975)
- Goodbye October - (1976)
- Listen to the Peace - (1978)
- Something New Under the Sun - (1979)
- The Passion - (1980)
- Cut (LP)|Cut - (1981)
- The Virgin (LP)|The Virgin - (1981)
- Adrian Snell Classics - (1982)
- Midnight Awake - (1983)
- Feed the Hungry Heart - (1984)
- The Collection 1975 - 1981 - (1986)
- Alpha and Omega - (1986)
- Cream of the Collection 1975 - 1981 - (1989)
- Song of an Exile - (1989)
- Father - (1990)
- Kiss the Tears - (1992)
- We Want to Live - (1992)
- Beautiful or What?! - (1993)
- Solo - (1994)
- City of Peace - Moriah - (1996)
- City of Peace - Part Two (My Every Breath) - (1996)
- My Heart Shall Journey - The Best of Adrian Snell - (1996)
- Light of the World - (1996)
- City of Peace - (1998) (dubbel cd)
- Intimate Strangers - (1998)
- The Early Years 1975 - 1981 - (1998) (3 cd's met de eerste 5 albums)
- Poems Without Words / Seven Hills - (2000)
- I Dream of Peace - (2001)
- The Cry, a requiem for the lost child - (2003)
- Every Place is Under the Stars - (2006)
- Fierce Love - (2013)
- Alpha and Omega 30th Anniversary Recording - (2017)

### Video albums
- Live at Flevo (Video Tape) - (1992)

### Groot Nieuws Radio Top 1008
| Nummers met noteringen in de Groot Nieuws Radio Top 1008 | Nummers met noteringen in de Groot Nieuws Radio Top 1008 | Nummers met noteringen in de Groot Nieuws Radio Top 1008 | Nummers met noteringen in de Groot Nieuws Radio Top 1008 | Nummers met noteringen in de Groot Nieuws Radio Top 1008 | Nummers met noteringen in de Groot Nieuws Radio Top 1008 | Nummers met noteringen in de Groot Nieuws Radio Top 1008 | Nummers met noteringen in de Groot Nieuws Radio Top 1008 | Nummers met noteringen in de Groot Nieuws Radio Top 1008 | Nummers met noteringen in de Groot Nieuws Radio Top 1008 | Nummers met noteringen in de Groot Nieuws Radio Top 1008 |
| Lied                                                     | ’11                                                      | ’12                                                      | ’13                                                      | ’14                                                      | ’15                                                      | ’16                                                      | ’17                                                      | ’18                                                      | ’19                                                      | '20                                                      |
| -------------------------------------------------------- | -------------------------------------------------------- | -------------------------------------------------------- | -------------------------------------------------------- | -------------------------------------------------------- | -------------------------------------------------------- | -------------------------------------------------------- | -------------------------------------------------------- | -------------------------------------------------------- | -------------------------------------------------------- | -------------------------------------------------------- |
| Alpha and Omega – The beginning and the end              | 195                                                      | 86                                                       | 67                                                       | 26                                                       | 34                                                       | 21                                                       | 19                                                       | 36                                                       | 63                                                       | 51                                                       |
| Beautiful (ft. Caroline Bonnett)                         | -                                                        | -                                                        | -                                                        | 735                                                      | 697                                                      | 564                                                      | -                                                        | 909                                                      | 710                                                      | -                                                        |
| Gethsemane                                               | -                                                        | -                                                        | -                                                        | -                                                        | 185                                                      | 373                                                      | 252                                                      | 502                                                      | 1003                                                     | 810                                                      |
| Goodbye October                                          | 831                                                      | 580                                                      | 432                                                      | 430                                                      | 256                                                      | 282                                                      | 378                                                      | 609                                                      | 845                                                      | -                                                        |
| Hold you there forever                                   | *                                                        | *                                                        | 963                                                      | 799                                                      | -                                                        | -                                                        | -                                                        | -                                                        | -                                                        | -                                                        |
| I Am The Way (live)                                      | *                                                        | *                                                        | *                                                        | *                                                        | *                                                        | -                                                        | 194                                                      | 197                                                      | 502                                                      | 520                                                      |
| Jesus alive!                                             | -                                                        | -                                                        | 777                                                      | 99                                                       | 139                                                      | 141                                                      | 67                                                       | 325                                                      | 577                                                      | 428                                                      |
| Long live the King                                       | 389                                                      | 376                                                      | -                                                        | 172                                                      | 79                                                       | 75                                                       | 123                                                      | 132                                                      | 306                                                      | 321                                                      |
| Out Of The Deep                                          | -                                                        | -                                                        | -                                                        | -                                                        | 615                                                      | -                                                        | -                                                        | -                                                        | -                                                        | -                                                        |
| The Lord's My Shepherd                                   | -                                                        | -                                                        | -                                                        | -                                                        | 375                                                      | 990                                                      | 490                                                      | 697                                                      | 410                                                      | 633                                                      |
| The Tongue is A Fire                                     | 575                                                      | 930                                                      | -                                                        | -                                                        | -                                                        | -                                                        | -                                                        | -                                                        | -                                                        | -                                                        |

*=lied was in dit jaar nog niet uitgebracht